# Ottawa (district électoral)
Pour les articles homonymes, voir Ottawa (homonymie).
Ottawa est un ancien district provincial du Québec qui a existé de la confédération jusqu'à la fin des années 1910.

## Historique
Suivie de : Hull

## Liste des députés

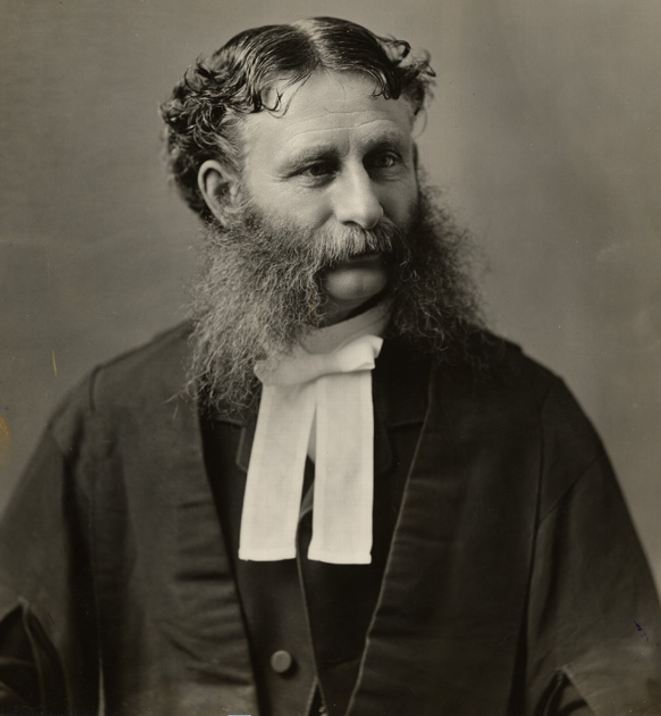
Levi Ruggles Church, député de 1867-1871

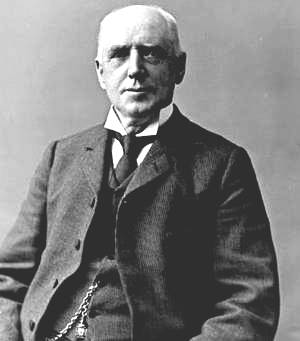
Ezra Butler Eddy, député de 1871-1875 et maire de Hull de 1881-1885, 1887-1888, 1891-1892

|  | 1867 - 1871 | Levi Ruggles Church        | Conservateur |
|  | 1871 - 1875 | Ezra Butler Eddy           | Conservateur |
|  | 1875 - 1878 | Louis Duhamel              | Conservateur |
|  | 1878 - 1881 | Louis Duhamel              | Conservateur |
|  | 1881 - 1886 | Louis Duhamel              | Conservateur |
|  | 1886 - 1887 | Narcisse-Édouard Cormier   | Conservateur |
|  | 1887 - 1889 | Alfred Rochon              | Libéral      |
|  | 1890 - 1892 | Alfred Rochon              | Libéral      |
|  | 1892 - 1897 | Nérée Tétreau              | Conservateur |
|  | 1897 - 1900 | Charles Beautron Major     | Libéral      |
|  | 1900 - 1904 | Charles Beautron Major     | Libéral      |
|  | 1904 - 1908 | Ferdinand-Ambroise Gendron | Libéral      |
|  | 1908 - 1912 | Ferdinand-Ambroise Gendron | Libéral      |
|  | 1912 - 1916 | Ferdinand-Ambroise Gendron | Libéral      |
|  | 1916 - 1917 | Ferdinand-Ambroise Gendron | Libéral      |
|  | 1917 - 1919 | Joseph Caron               |              |